# István Borsányi
István Borsányi (Szombathely, 25 febbraio 1958) è un ex calciatore ungherese, di ruolo difensore.

## Carriera
Ha totalizzato 66 presenze e una rete nella massima divisione ungherese fra il 1981 e il 1988, prevalentemente con la maglia del Videoton. Con i Vidi ha anche giocato in due stagioni consecutive di Coppa UEFA, disputando un totale di otto incontri e scendendo in campo da titolare nella gara di andata della finale della stagione 1984-1985. Ha concluso la sua carriera in delle squadre amatoriali ungheresi.

## Statistiche

### Presenze e reti nei club
| Stagione        | Squadra           | Campionato      | Campionato | Campionato | Coppe nazionali | Coppe nazionali | Coppe nazionali | Coppe continentali | Coppe continentali | Coppe continentali | Totale | Totale |
| Stagione        | Squadra           | Comp            | Pres       | Reti       | Comp            | Pres            | Reti            | Comp               | Pres               | Reti               | Pres   | Reti   |
| --------------- | ----------------- | --------------- | ---------- | ---------- | --------------- | --------------- | --------------- | ------------------ | ------------------ | ------------------ | ------ | ------ |
| 1976-1977       | Videoton          | NB I            | 0          | 0          | MK              | 0               | 0               | -                  | -                  | -                  | 0      | 0      |
| 1977-1978       | Videoton          | NB I            | 0          | 0          | MK              | 0               | 0               | -                  | -                  | -                  | 0      | 0      |
| 1978-1979       | Videoton          | NB I            | 0          | 0          | MK              | 0               | 0               | -                  | -                  | -                  | 0      | 0      |
| 1979-1980       | Gyöngyös          | NB II           | 1          | 0          | MK              | ?               | ?               | -                  | -                  | -                  | 1+     | 0+     |
| 1980-1981       | Honvéd Bem József | ?               | ?          | ?          | MK              | ?               | ?               | -                  | -                  | -                  | ?      | ?      |
| 1981-1982       | Videoton          | NB I            | 7          | 0          | MK              | 3               | 0               | CU                 | 0                  | 0                  | 1      | 0      |
| 1982-1983       | Videoton          | NB I            | 11         | 0          | MK              | 1               | 0               | -                  | -                  | -                  | 12     | 0      |
| 1983-1984       | Videoton          | NB I            | 6          | 0          | MK              | 1               | 0               | -                  | -                  | -                  | 7      | 0      |
| 1984-1985       | Videoton          | NB I            | 10         | 1          | MK              | 1               | 0               | CU                 | 6                  | 0                  | 17     | 1      |
| ago.-nov. 1985  | Videoton          | NB I            | 7          | 0          | -               | -               | -               | CU                 | 2                  | 0                  | 9      | 0      |
| dic. 1985-1986  | Debrecen          | NB I            | 7          | 0          | MK              | ?               | ?               | -                  | -                  | -                  | 7+     | 0+     |
| 1986-1987       | Videoton          | NB I            | 13         | 0          | MK              | 4               | 0               | -                  | -                  | -                  | 17     | 0      |
| 1987-1988       | Videoton          | NB I            | 0          | 0          | MK              | 0               | 0               | -                  | -                  | -                  | 0      | 0      |
| Totale Videoton | Totale Videoton   | Totale Videoton | 59         | 1          |                 | 10              | 0               |                    | 8                  | 0                  | 77     | 1      |
| Totale carriera | Totale carriera   | Totale carriera | 67+        | 1+         |                 | 10+             | 0+              |                    | 8+                 | 0+                 | 85+    | 1+     |

## Palmarès

### Competizioni internazionali
- Coppa Intertoto: 2

Videoton: 1983, 1984